# Copa Libertadores 2000
Navigation
Édition précédente Édition suivante
La Copa Libertadores 2000 est la 41e édition de la Copa Libertadores, une compétition de football sud-américaine. Le club vainqueur de la compétition est désigné champion d'Amérique du Sud 2000 et se qualifie pour la Coupe intercontinentale 2000.
C'est la formation argentine du Club Atlético Boca Juniors qui remporte le trophée cette année, après avoir battu en finale le tenant du titre, les Brésiliens de Palmeiras, à l'issue de la séance des tirs au but. C'est le troisième succès pour Boca Juniors après son doublé en 1977-1978. L'attaquant des Corinthians Luizão est sacré meilleur buteur avec quinze buts, un total qui n'avait plus été atteint depuis les dix-sept buts inscrits par Daniel Onega en 1966.
Le format de la compétition change radicalement cette saison avec l'augmentation du nombre de clubs engagés, qui passe de 23 à 34 équipes. Chaque fédération peut désormais engager trois représentants, à l'exception du Brésil et de l'Argentine, qui peuvent en aligner quatre. Cet élargissement de la compétition a plusieurs conséquences :
- le tenant du titre doit passer par la phase de poules et n'entre plus en lice dès les huitièmes de finale.
- il y a désormais huit poules de quatre équipes, dont les deux premiers se qualifient pour la phase finale.
- les poules ne sont plus composées de quatre équipes de deux pays, un tirage au sort intégral est fait lors de la composition des poules.

En revanche, le tour préliminaire opposant les clubs mexicains et vénézuéliens est maintenu, il se déroule toujours quelques mois avant la phase de poules. Les deux pays n'ont en revanche pas eu le droit d'engager des représentants supplémentaires.

## Clubs engagés
| Premier tour | Premier tour | Premier tour | Premier tour | Premier tour | Premier tour | Premier tour | Premier tour | Premier tour | Premier tour | Premier tour | Premier tour | Premier tour | Premier tour | Premier tour | Premier tour |
| --- | --- | --- | --- | --- | --- | --- | --- | --- | --- | --- | --- | --- | --- | --- | --- |
| - Club Atlético Boca Juniors - Vainqueur des tournois d'ouverture 1998 et de clôture 1999 - Club Atlético River Plate - Vainqueur du barrage pré-Libertadores 1999 - CA Rosario Central - 2e du tournoi Ouverture 1999 - Club Atlético Vélez Sarsfield - 4e du tournoi Ouverture 1999 - Club Social, Cultural y Deportivo Blooming - Champion de Bolivie 1999 - The Strongest La Paz - Vice-champion de Bolivie 1999 - Club Bolívar - Premier au classement cumulé 1999 - Sociedade Esportiva Palmeiras - Tenant du titre - Sport Club Corinthians Paulista - Champion du Brésil 1999 - Clube Atlético Mineiro - Vice-champion du Brésil 1999 - Esporte Clube Juventude - Vainqueur de la Copa do Brasil 1999 - Clube Atlético Paranaense - Vainqueur des play-offs pré-Libertadores - Corporación de Fútbol de la Universidad de Chile - Champion du Chili 1999 - Club Deportivo Universidad Católica - Vice-champion du Chili 1999 - Club de Deportes Cobreloa - 3e du championnat du Chili 1999 | - Club Atlético Boca Juniors - Vainqueur des tournois d'ouverture 1998 et de clôture 1999 - Club Atlético River Plate - Vainqueur du barrage pré-Libertadores 1999 - CA Rosario Central - 2e du tournoi Ouverture 1999 - Club Atlético Vélez Sarsfield - 4e du tournoi Ouverture 1999 - Club Social, Cultural y Deportivo Blooming - Champion de Bolivie 1999 - The Strongest La Paz - Vice-champion de Bolivie 1999 - Club Bolívar - Premier au classement cumulé 1999 - Sociedade Esportiva Palmeiras - Tenant du titre - Sport Club Corinthians Paulista - Champion du Brésil 1999 - Clube Atlético Mineiro - Vice-champion du Brésil 1999 - Esporte Clube Juventude - Vainqueur de la Copa do Brasil 1999 - Clube Atlético Paranaense - Vainqueur des play-offs pré-Libertadores - Corporación de Fútbol de la Universidad de Chile - Champion du Chili 1999 - Club Deportivo Universidad Católica - Vice-champion du Chili 1999 - Club de Deportes Cobreloa - 3e du championnat du Chili 1999 | - Club Atlético Boca Juniors - Vainqueur des tournois d'ouverture 1998 et de clôture 1999 - Club Atlético River Plate - Vainqueur du barrage pré-Libertadores 1999 - CA Rosario Central - 2e du tournoi Ouverture 1999 - Club Atlético Vélez Sarsfield - 4e du tournoi Ouverture 1999 - Club Social, Cultural y Deportivo Blooming - Champion de Bolivie 1999 - The Strongest La Paz - Vice-champion de Bolivie 1999 - Club Bolívar - Premier au classement cumulé 1999 - Sociedade Esportiva Palmeiras - Tenant du titre - Sport Club Corinthians Paulista - Champion du Brésil 1999 - Clube Atlético Mineiro - Vice-champion du Brésil 1999 - Esporte Clube Juventude - Vainqueur de la Copa do Brasil 1999 - Clube Atlético Paranaense - Vainqueur des play-offs pré-Libertadores - Corporación de Fútbol de la Universidad de Chile - Champion du Chili 1999 - Club Deportivo Universidad Católica - Vice-champion du Chili 1999 - Club de Deportes Cobreloa - 3e du championnat du Chili 1999 | - Club Atlético Boca Juniors - Vainqueur des tournois d'ouverture 1998 et de clôture 1999 - Club Atlético River Plate - Vainqueur du barrage pré-Libertadores 1999 - CA Rosario Central - 2e du tournoi Ouverture 1999 - Club Atlético Vélez Sarsfield - 4e du tournoi Ouverture 1999 - Club Social, Cultural y Deportivo Blooming - Champion de Bolivie 1999 - The Strongest La Paz - Vice-champion de Bolivie 1999 - Club Bolívar - Premier au classement cumulé 1999 - Sociedade Esportiva Palmeiras - Tenant du titre - Sport Club Corinthians Paulista - Champion du Brésil 1999 - Clube Atlético Mineiro - Vice-champion du Brésil 1999 - Esporte Clube Juventude - Vainqueur de la Copa do Brasil 1999 - Clube Atlético Paranaense - Vainqueur des play-offs pré-Libertadores - Corporación de Fútbol de la Universidad de Chile - Champion du Chili 1999 - Club Deportivo Universidad Católica - Vice-champion du Chili 1999 - Club de Deportes Cobreloa - 3e du championnat du Chili 1999 | - Club Atlético Boca Juniors - Vainqueur des tournois d'ouverture 1998 et de clôture 1999 - Club Atlético River Plate - Vainqueur du barrage pré-Libertadores 1999 - CA Rosario Central - 2e du tournoi Ouverture 1999 - Club Atlético Vélez Sarsfield - 4e du tournoi Ouverture 1999 - Club Social, Cultural y Deportivo Blooming - Champion de Bolivie 1999 - The Strongest La Paz - Vice-champion de Bolivie 1999 - Club Bolívar - Premier au classement cumulé 1999 - Sociedade Esportiva Palmeiras - Tenant du titre - Sport Club Corinthians Paulista - Champion du Brésil 1999 - Clube Atlético Mineiro - Vice-champion du Brésil 1999 - Esporte Clube Juventude - Vainqueur de la Copa do Brasil 1999 - Clube Atlético Paranaense - Vainqueur des play-offs pré-Libertadores - Corporación de Fútbol de la Universidad de Chile - Champion du Chili 1999 - Club Deportivo Universidad Católica - Vice-champion du Chili 1999 - Club de Deportes Cobreloa - 3e du championnat du Chili 1999 | - Club Atlético Boca Juniors - Vainqueur des tournois d'ouverture 1998 et de clôture 1999 - Club Atlético River Plate - Vainqueur du barrage pré-Libertadores 1999 - CA Rosario Central - 2e du tournoi Ouverture 1999 - Club Atlético Vélez Sarsfield - 4e du tournoi Ouverture 1999 - Club Social, Cultural y Deportivo Blooming - Champion de Bolivie 1999 - The Strongest La Paz - Vice-champion de Bolivie 1999 - Club Bolívar - Premier au classement cumulé 1999 - Sociedade Esportiva Palmeiras - Tenant du titre - Sport Club Corinthians Paulista - Champion du Brésil 1999 - Clube Atlético Mineiro - Vice-champion du Brésil 1999 - Esporte Clube Juventude - Vainqueur de la Copa do Brasil 1999 - Clube Atlético Paranaense - Vainqueur des play-offs pré-Libertadores - Corporación de Fútbol de la Universidad de Chile - Champion du Chili 1999 - Club Deportivo Universidad Católica - Vice-champion du Chili 1999 - Club de Deportes Cobreloa - 3e du championnat du Chili 1999 | - Club Atlético Boca Juniors - Vainqueur des tournois d'ouverture 1998 et de clôture 1999 - Club Atlético River Plate - Vainqueur du barrage pré-Libertadores 1999 - CA Rosario Central - 2e du tournoi Ouverture 1999 - Club Atlético Vélez Sarsfield - 4e du tournoi Ouverture 1999 - Club Social, Cultural y Deportivo Blooming - Champion de Bolivie 1999 - The Strongest La Paz - Vice-champion de Bolivie 1999 - Club Bolívar - Premier au classement cumulé 1999 - Sociedade Esportiva Palmeiras - Tenant du titre - Sport Club Corinthians Paulista - Champion du Brésil 1999 - Clube Atlético Mineiro - Vice-champion du Brésil 1999 - Esporte Clube Juventude - Vainqueur de la Copa do Brasil 1999 - Clube Atlético Paranaense - Vainqueur des play-offs pré-Libertadores - Corporación de Fútbol de la Universidad de Chile - Champion du Chili 1999 - Club Deportivo Universidad Católica - Vice-champion du Chili 1999 - Club de Deportes Cobreloa - 3e du championnat du Chili 1999 | - Club Atlético Boca Juniors - Vainqueur des tournois d'ouverture 1998 et de clôture 1999 - Club Atlético River Plate - Vainqueur du barrage pré-Libertadores 1999 - CA Rosario Central - 2e du tournoi Ouverture 1999 - Club Atlético Vélez Sarsfield - 4e du tournoi Ouverture 1999 - Club Social, Cultural y Deportivo Blooming - Champion de Bolivie 1999 - The Strongest La Paz - Vice-champion de Bolivie 1999 - Club Bolívar - Premier au classement cumulé 1999 - Sociedade Esportiva Palmeiras - Tenant du titre - Sport Club Corinthians Paulista - Champion du Brésil 1999 - Clube Atlético Mineiro - Vice-champion du Brésil 1999 - Esporte Clube Juventude - Vainqueur de la Copa do Brasil 1999 - Clube Atlético Paranaense - Vainqueur des play-offs pré-Libertadores - Corporación de Fútbol de la Universidad de Chile - Champion du Chili 1999 - Club Deportivo Universidad Católica - Vice-champion du Chili 1999 - Club de Deportes Cobreloa - 3e du championnat du Chili 1999 | - Corporación Deportiva Club Atlético Nacional - Champion de Colombie 1999 - Corporación Deportiva América Cali - Vice-champion de Colombie 1999 - Atlético Junior - 2e du classement cumulé 1999 - Liga Deportiva Universitaria de Quito - Champion d'Équateur 1999 - Club Deportivo El Nacional - Vice-champion d'Équateur 1999 - Club Sport Emelec - 3e de l'Hexagonal 1999 - Club Olimpia - Champion du Paraguay 1999 - Cerro Porteño - Vice-champion du Paraguay 1999 - Club Atlético Colegiales - Vainqueur du barrage pré-Libertadores 1999 - Club Universitario de Deportes - Champion du Pérou 1999 - Club Alianza Lima - Vice-champion du Pérou 1999 - Club Sporting Cristal - 3e au classement cumulé 1999 - Club Atlético Peñarol - Champion d'Uruguay 1999 - Club Nacional de Football - Vainqueur de la Liguilla pré-Libertadores 1999 - Club Atlético Bella Vista - 2e de la Liguilla pré-Libertadores 1999 | - Corporación Deportiva Club Atlético Nacional - Champion de Colombie 1999 - Corporación Deportiva América Cali - Vice-champion de Colombie 1999 - Atlético Junior - 2e du classement cumulé 1999 - Liga Deportiva Universitaria de Quito - Champion d'Équateur 1999 - Club Deportivo El Nacional - Vice-champion d'Équateur 1999 - Club Sport Emelec - 3e de l'Hexagonal 1999 - Club Olimpia - Champion du Paraguay 1999 - Cerro Porteño - Vice-champion du Paraguay 1999 - Club Atlético Colegiales - Vainqueur du barrage pré-Libertadores 1999 - Club Universitario de Deportes - Champion du Pérou 1999 - Club Alianza Lima - Vice-champion du Pérou 1999 - Club Sporting Cristal - 3e au classement cumulé 1999 - Club Atlético Peñarol - Champion d'Uruguay 1999 - Club Nacional de Football - Vainqueur de la Liguilla pré-Libertadores 1999 - Club Atlético Bella Vista - 2e de la Liguilla pré-Libertadores 1999 | - Corporación Deportiva Club Atlético Nacional - Champion de Colombie 1999 - Corporación Deportiva América Cali - Vice-champion de Colombie 1999 - Atlético Junior - 2e du classement cumulé 1999 - Liga Deportiva Universitaria de Quito - Champion d'Équateur 1999 - Club Deportivo El Nacional - Vice-champion d'Équateur 1999 - Club Sport Emelec - 3e de l'Hexagonal 1999 - Club Olimpia - Champion du Paraguay 1999 - Cerro Porteño - Vice-champion du Paraguay 1999 - Club Atlético Colegiales - Vainqueur du barrage pré-Libertadores 1999 - Club Universitario de Deportes - Champion du Pérou 1999 - Club Alianza Lima - Vice-champion du Pérou 1999 - Club Sporting Cristal - 3e au classement cumulé 1999 - Club Atlético Peñarol - Champion d'Uruguay 1999 - Club Nacional de Football - Vainqueur de la Liguilla pré-Libertadores 1999 - Club Atlético Bella Vista - 2e de la Liguilla pré-Libertadores 1999 | - Corporación Deportiva Club Atlético Nacional - Champion de Colombie 1999 - Corporación Deportiva América Cali - Vice-champion de Colombie 1999 - Atlético Junior - 2e du classement cumulé 1999 - Liga Deportiva Universitaria de Quito - Champion d'Équateur 1999 - Club Deportivo El Nacional - Vice-champion d'Équateur 1999 - Club Sport Emelec - 3e de l'Hexagonal 1999 - Club Olimpia - Champion du Paraguay 1999 - Cerro Porteño - Vice-champion du Paraguay 1999 - Club Atlético Colegiales - Vainqueur du barrage pré-Libertadores 1999 - Club Universitario de Deportes - Champion du Pérou 1999 - Club Alianza Lima - Vice-champion du Pérou 1999 - Club Sporting Cristal - 3e au classement cumulé 1999 - Club Atlético Peñarol - Champion d'Uruguay 1999 - Club Nacional de Football - Vainqueur de la Liguilla pré-Libertadores 1999 - Club Atlético Bella Vista - 2e de la Liguilla pré-Libertadores 1999 | - Corporación Deportiva Club Atlético Nacional - Champion de Colombie 1999 - Corporación Deportiva América Cali - Vice-champion de Colombie 1999 - Atlético Junior - 2e du classement cumulé 1999 - Liga Deportiva Universitaria de Quito - Champion d'Équateur 1999 - Club Deportivo El Nacional - Vice-champion d'Équateur 1999 - Club Sport Emelec - 3e de l'Hexagonal 1999 - Club Olimpia - Champion du Paraguay 1999 - Cerro Porteño - Vice-champion du Paraguay 1999 - Club Atlético Colegiales - Vainqueur du barrage pré-Libertadores 1999 - Club Universitario de Deportes - Champion du Pérou 1999 - Club Alianza Lima - Vice-champion du Pérou 1999 - Club Sporting Cristal - 3e au classement cumulé 1999 - Club Atlético Peñarol - Champion d'Uruguay 1999 - Club Nacional de Football - Vainqueur de la Liguilla pré-Libertadores 1999 - Club Atlético Bella Vista - 2e de la Liguilla pré-Libertadores 1999 | - Corporación Deportiva Club Atlético Nacional - Champion de Colombie 1999 - Corporación Deportiva América Cali - Vice-champion de Colombie 1999 - Atlético Junior - 2e du classement cumulé 1999 - Liga Deportiva Universitaria de Quito - Champion d'Équateur 1999 - Club Deportivo El Nacional - Vice-champion d'Équateur 1999 - Club Sport Emelec - 3e de l'Hexagonal 1999 - Club Olimpia - Champion du Paraguay 1999 - Cerro Porteño - Vice-champion du Paraguay 1999 - Club Atlético Colegiales - Vainqueur du barrage pré-Libertadores 1999 - Club Universitario de Deportes - Champion du Pérou 1999 - Club Alianza Lima - Vice-champion du Pérou 1999 - Club Sporting Cristal - 3e au classement cumulé 1999 - Club Atlético Peñarol - Champion d'Uruguay 1999 - Club Nacional de Football - Vainqueur de la Liguilla pré-Libertadores 1999 - Club Atlético Bella Vista - 2e de la Liguilla pré-Libertadores 1999 | - Corporación Deportiva Club Atlético Nacional - Champion de Colombie 1999 - Corporación Deportiva América Cali - Vice-champion de Colombie 1999 - Atlético Junior - 2e du classement cumulé 1999 - Liga Deportiva Universitaria de Quito - Champion d'Équateur 1999 - Club Deportivo El Nacional - Vice-champion d'Équateur 1999 - Club Sport Emelec - 3e de l'Hexagonal 1999 - Club Olimpia - Champion du Paraguay 1999 - Cerro Porteño - Vice-champion du Paraguay 1999 - Club Atlético Colegiales - Vainqueur du barrage pré-Libertadores 1999 - Club Universitario de Deportes - Champion du Pérou 1999 - Club Alianza Lima - Vice-champion du Pérou 1999 - Club Sporting Cristal - 3e au classement cumulé 1999 - Club Atlético Peñarol - Champion d'Uruguay 1999 - Club Nacional de Football - Vainqueur de la Liguilla pré-Libertadores 1999 - Club Atlético Bella Vista - 2e de la Liguilla pré-Libertadores 1999 | - Corporación Deportiva Club Atlético Nacional - Champion de Colombie 1999 - Corporación Deportiva América Cali - Vice-champion de Colombie 1999 - Atlético Junior - 2e du classement cumulé 1999 - Liga Deportiva Universitaria de Quito - Champion d'Équateur 1999 - Club Deportivo El Nacional - Vice-champion d'Équateur 1999 - Club Sport Emelec - 3e de l'Hexagonal 1999 - Club Olimpia - Champion du Paraguay 1999 - Cerro Porteño - Vice-champion du Paraguay 1999 - Club Atlético Colegiales - Vainqueur du barrage pré-Libertadores 1999 - Club Universitario de Deportes - Champion du Pérou 1999 - Club Alianza Lima - Vice-champion du Pérou 1999 - Club Sporting Cristal - 3e au classement cumulé 1999 - Club Atlético Peñarol - Champion d'Uruguay 1999 - Club Nacional de Football - Vainqueur de la Liguilla pré-Libertadores 1999 - Club Atlético Bella Vista - 2e de la Liguilla pré-Libertadores 1999 |
| Tour préliminaire | | | | | | | | | | | | | | | |
| - Club de Fútbol Atlas - Vainqueur de la Pre Pre-Libertadores 1999 - Club América - Vainqueur de la Pre Pre-Libertadores 1999 | - Club de Fútbol Atlas - Vainqueur de la Pre Pre-Libertadores 1999 - Club América - Vainqueur de la Pre Pre-Libertadores 1999 | - Club de Fútbol Atlas - Vainqueur de la Pre Pre-Libertadores 1999 - Club América - Vainqueur de la Pre Pre-Libertadores 1999 | - Club de Fútbol Atlas - Vainqueur de la Pre Pre-Libertadores 1999 - Club América - Vainqueur de la Pre Pre-Libertadores 1999 | - Club de Fútbol Atlas - Vainqueur de la Pre Pre-Libertadores 1999 - Club América - Vainqueur de la Pre Pre-Libertadores 1999 | - Club de Fútbol Atlas - Vainqueur de la Pre Pre-Libertadores 1999 - Club América - Vainqueur de la Pre Pre-Libertadores 1999 | - Club de Fútbol Atlas - Vainqueur de la Pre Pre-Libertadores 1999 - Club América - Vainqueur de la Pre Pre-Libertadores 1999 | - Club de Fútbol Atlas - Vainqueur de la Pre Pre-Libertadores 1999 - Club América - Vainqueur de la Pre Pre-Libertadores 1999 | - Deportivo ItalChacao FC - Champion du Venezuela 1998-1999 - Deportivo Táchira FC - Vice-champion du Venezuela 1998-1999 | - Deportivo ItalChacao FC - Champion du Venezuela 1998-1999 - Deportivo Táchira FC - Vice-champion du Venezuela 1998-1999 | - Deportivo ItalChacao FC - Champion du Venezuela 1998-1999 - Deportivo Táchira FC - Vice-champion du Venezuela 1998-1999 | - Deportivo ItalChacao FC - Champion du Venezuela 1998-1999 - Deportivo Táchira FC - Vice-champion du Venezuela 1998-1999 | - Deportivo ItalChacao FC - Champion du Venezuela 1998-1999 - Deportivo Táchira FC - Vice-champion du Venezuela 1998-1999 | - Deportivo ItalChacao FC - Champion du Venezuela 1998-1999 - Deportivo Táchira FC - Vice-champion du Venezuela 1998-1999 | - Deportivo ItalChacao FC - Champion du Venezuela 1998-1999 - Deportivo Táchira FC - Vice-champion du Venezuela 1998-1999 | - Deportivo ItalChacao FC - Champion du Venezuela 1998-1999 - Deportivo Táchira FC - Vice-champion du Venezuela 1998-1999 |

## Compétition

### Tour préliminaire
Le tour préliminaire oppose les deux clubs mexicains à leurs homologues vénézuéliens. Les rencontres ont lieu entre le 29 septembre et le 18 novembre 1999.
| Rang | Équipe                  | Pts | J | G | N | P | Bp | Bc | Diff |  | Résultats (▼ dom., ► ext.) | Atl | Amé | Ita | Tac |
| ---- | ----------------------- | --- | - | - | - | - | -- | -- | ---- |  | -------------------------- | --- | --- | --- | --- |
| 1    | Club de Fútbol Atlas    | 9   | 6 | 2 | 3 | 1 | 16 | 12 | +4   |  | Club de Fútbol Atlas       |     | 6-3 | 2-2 | 3-0 |
| 2    | Club América            | 8   | 6 | 2 | 2 | 2 | 13 | 9  | +4   |  | Club América               | 2-0 |     | 1-1 | 6-0 |
| 3    | Deportivo ItalChacao FC | 8   | 6 | 1 | 5 | 0 | 9  | 7  | +2   |  | Deportivo ItalChacao FC    | 3-3 | 1-1 |     | 0-0 |
| 4    | Deportivo Táchira FC    | 5   | 6 | 1 | 2 | 3 | 3  | 13 | -10  |  | Deportivo Táchira FC       | 2-2 | 1-0 | 0-2 |     |

### Premier tour
| Rang | Équipe                    | Pts | J | G | N | P | Bp | Bc | Diff |  | Résultats (▼ dom., ► ext.) |     |     |     |     |
| ---- | ------------------------- | --- | - | - | - | - | -- | -- | ---- |  | -------------------------- | --- | --- | --- | --- |
| 1    | Clube Atlético Paranaense | 16  | 6 | 5 | 1 | 0 | 11 | 2  | +9   |  | Clube Atlético Paranaense  |     | 2-0 | 2-1 | 1-0 |
| 2    | Club Nacional de Football | 10  | 6 | 3 | 1 | 2 | 8  | 7  | +1   |  | Club Nacional de Football  | 1-3 |     | 2-0 | 1-0 |
| 3    | Club Alianza Lima         | 5   | 6 | 1 | 2 | 3 | 7  | 12 | -5   |  | Club Alianza Lima          | 0-3 | 2-2 |     | 2-1 |
| 4    | Club Sport Emelec         | 2   | 6 | 0 | 2 | 4 | 3  | 8  | -5   |  | Club Sport Emelec          | 0-0 | 0-2 | 2-2 |     |

| Rang | Équipe                     | Pts | J | G | N | P | Bp | Bc | Diff |  | Résultats (▼ dom., ► ext.) |     |     |     |     |
| ---- | -------------------------- | --- | - | - | - | - | -- | -- | ---- |  | -------------------------- | --- | --- | --- | --- |
| 1    | Club Atlético Boca Juniors | 13  | 6 | 4 | 1 | 1 | 14 | 5  | +9   |  | Club Atlético Boca Juniors |     | 3-1 | 6-1 | 2-1 |
| 2    | Club Atlético Peñarol      | 9   | 6 | 2 | 3 | 1 | 12 | 9  | +3   |  | Club Atlético Peñarol      | 0-0 |     | 2-1 | 5-1 |
| 3    | Club Blooming              | 7   | 6 | 2 | 1 | 3 | 9  | 17 | -8   |  | Club Blooming              | 1-0 | 3-3 |     | 3-1 |
| 4    | CD Universidad Católica    | 4   | 6 | 1 | 1 | 4 | 10 | 14 | -4   |  | CD Universidad Católica    | 1-3 | 1-1 | 5-0 |     |

| Rang | Équipe         | Pts | J | G | N | P | Bp | Bc | Diff |  | Résultats (▼ dom., ► ext.) |     |     |     |     |
| ---- | -------------- | --- | - | - | - | - | -- | -- | ---- |  | -------------------------- | --- | --- | --- | --- |
| 1    | SC Corinthians | 13  | 6 | 4 | 1 | 1 | 17 | 9  | +8   |  | SC Corinthians             |     | 2-1 | 5-4 | 6-0 |
| 2    | Club América   | 10  | 6 | 3 | 1 | 2 | 15 | 9  | +6   |  | Club América               | 2-0 |     | 8-2 | 1-0 |
| 3    | Club Olimpia   | 8   | 6 | 2 | 2 | 2 | 13 | 17 | -4   |  | Club Olimpia               | 2-2 | 3-1 |     | 1-1 |
| 4    | LDU Quito      | 2   | 6 | 0 | 2 | 4 | 3  | 13 | -10  |  | LDU Quito                  | 0-2 | 2-2 | 0-1 |     |

| Rang | Équipe                    | Pts | J | G | N | P | Bp | Bc | Diff |  | Résultats (▼ dom., ► ext.) |     |     |     |     |
| ---- | ------------------------- | --- | - | - | - | - | -- | -- | ---- |  | -------------------------- | --- | --- | --- | --- |
| 1    | Club Atlético River Plate | 9   | 6 | 2 | 3 | 1 | 11 | 9  | +2   |  | Club Atlético River Plate  |     | 3-2 | 3-1 | 2-3 |
| 2    | Club de Fútbol Atlas      | 8   | 6 | 2 | 2 | 2 | 13 | 10 | +3   |  | Club de Fútbol Atlas       | 1-1 |     | 0-0 | 5-1 |
| 3    | CF Universidad de Chile   | 8   | 6 | 2 | 2 | 2 | 10 | 10 | 0    |  | CF Universidad de Chile    | 1-1 | 3-2 |     | 4-0 |
| 4    | Atlético Nacional         | 7   | 6 | 2 | 1 | 3 | 11 | 16 | -5   |  | Atlético Nacional          | 1-1 | 2-3 | 4-1 |     |

| Rang | Équipe                         | Pts | J | G | N | P | Bp | Bc | Diff |  | Résultats (▼ dom., ► ext.)     |     |     |     |     |
| ---- | ------------------------------ | --- | - | - | - | - | -- | -- | ---- |  | ------------------------------ | --- | --- | --- | --- |
| 1    | Atlético Junior                | 12  | 6 | 4 | 0 | 2 | 7  | 4  | +3   |  | Atlético Junior                |     | 2-0 | 3-1 | 1-0 |
| 2    | Cerro Porteño                  | 10  | 6 | 3 | 1 | 2 | 9  | 6  | +3   |  | Cerro Porteño                  | 1-0 |     | 3-1 | 3-0 |
| 3    | CA San Lorenzo de Almagro      | 8   | 6 | 2 | 2 | 2 | 10 | 9  | +1   |  | CA San Lorenzo de Almagro      | 2-0 | 2-2 |     | 3-0 |
| 4    | Club Universitario de Deportes | 4   | 6 | 1 | 1 | 4 | 2  | 9  | -7   |  | Club Universitario de Deportes | 0-1 | 1-0 | 1-1 |     |

| Rang | Équipe                   | Pts | J | G | N | P | Bp | Bc | Diff |  | Résultats (▼ dom., ► ext.) |     |     |     |     |
| ---- | ------------------------ | --- | - | - | - | - | -- | -- | ---- |  | -------------------------- | --- | --- | --- | --- |
| 1    | CD América Cali          | 16  | 6 | 5 | 1 | 0 | 20 | 10 | +10  |  | CD América Cali            |     | 5-3 | 3-1 | 2-1 |
| 2    | CA Rosario Central       | 9   | 6 | 2 | 3 | 1 | 19 | 17 | +2   |  | CA Rosario Central         | 3-3 |     | 3-1 | 4-2 |
| 3    | Club Sporting Cristal    | 4   | 6 | 1 | 1 | 4 | 9  | 13 | -4   |  | Club Sporting Cristal      | 0-2 | 3-3 |     | 3-0 |
| 4    | Club Atlético Colegiales | 4   | 6 | 1 | 1 | 4 | 10 | 18 | -8   |  | Club Atlético Colegiales   | 2-5 | 3-3 | 2-1 |     |

| Rang | Équipe                     | Pts | J | G | N | P | Bp | Bc | Diff |  | Résultats (▼ dom., ► ext.) | Pal |     | Juv |     |
| ---- | -------------------------- | --- | - | - | - | - | -- | -- | ---- |  | -------------------------- | --- | --- | --- | --- |
| 1    | SE PalmeirasT              | 10  | 6 | 3 | 1 | 2 | 16 | 10 | +6   |  | SE Palmeiras               |     | 4-1 | 3-0 | 4-0 |
| 2    | Club Deportivo El Nacional | 10  | 6 | 3 | 1 | 2 | 10 | 7  | +3   |  | Club Deportivo El Nacional | 3-1 |     | 2-0 | 0-0 |
| 3    | Esporte Clube Juventude    | 7   | 6 | 2 | 1 | 3 | 8  | 12 | -4   |  | Esporte Clube Juventude    | 2-2 | 1-0 |     | 4-0 |
| 4    | The Strongest La Paz       | 7   | 6 | 2 | 1 | 3 | 10 | 15 | -5   |  | The Strongest La Paz       | 4-2 | 1-4 | 5-1 |     |

| Rang | Équipe                    | Pts | J | G | N | P | Bp | Bc | Diff |  | Résultats (▼ dom., ► ext.) |     |     |     |     |
| ---- | ------------------------- | --- | - | - | - | - | -- | -- | ---- |  | -------------------------- | --- | --- | --- | --- |
| 1    | Club Bolívar              | 10  | 6 | 3 | 1 | 2 | 12 | 9  | +3   |  | Club Bolívar               |     | 4-0 | 1-0 | 4-1 |
| 2    | Clube Atlético Mineiro    | 9   | 6 | 3 | 0 | 3 | 9  | 7  | +2   |  | Clube Atlético Mineiro     | 1-0 |     | 2-1 | 6-0 |
| 3    | Club Atlético Bella Vista | 8   | 6 | 2 | 2 | 2 | 8  | 5  | +3   |  | Club Atlético Bella Vista  | 4-0 | 1-0 |     | 1-1 |
| 4    | Club de Deportes Cobreloa | 6   | 6 | 1 | 3 | 2 | 7  | 15 | -8   |  | Club de Deportes Cobreloa  | 3-3 | 1-0 | 1-1 |     |

### Huitièmes de finale
Le tirage au sort des huitièmes de finale n'est pas total : un premier de groupe rencontre automatiquement un second d'un autre groupe, avec l'avantage de recevoir au match retour. Les affiches sont connues, en fonction des groupes des équipes.
| Match        | Équipe 1                   | Résultat      | Équipe 2                   | Aller | Retour |
| ------------ | -------------------------- | ------------- | -------------------------- | ----- | ------ |
| 1er A / 2e H | Clube Atlético Mineiro     | 2 - 2 5-3 tab | Clube Atlético Paranaense  | 1 - 0 | 1 - 2  |
| 1er B / 2e G | Club Deportivo El Nacional | 3 - 5         | Club Atlético Boca Juniors | 0 - 0 | 3 - 5  |
| 1er C / 2e F | CA Rosario Central         | 5 - 5 3-4 tab | SC Corinthians             | 3 - 2 | 2 - 3  |
| 1er D / 2e E | Club Atlético River Plate  | 5 - 0         | Cerro Porteño              | 4 - 0 | 1 - 0  |
| 1er E / 2e D | Club de Fútbol Atlas       | 5 - 1         | Atlético Junior            | 2 - 0 | 3 - 1  |
| 1er F / 2e C | Club América               | 5 - 3         | CD América Cali            | 2 - 1 | 3 - 2  |
| 1er G / 2e B | Club Atlético Peñarol      | 3 - 3 2-3 tab | SE Palmeiras'T'            | 2 - 0 | 1 - 3  |
| 1er H / 2e A | Club Nacional de Football  | 3 - 3 3-5 tab | Club Bolívar               | 3 - 0 | 0 - 3  |

### Quarts de finale
| Équipe 1                  | Résultat | Équipe 2                   | Aller | Retour |
| ------------------------- | -------- | -------------------------- | ----- | ------ |
| Clube Atlético Mineiro    | 2 - 3    | SC Corinthians             | 1 - 1 | 1 - 2  |
| Club Atlético River Plate | 2 - 4    | Club Atlético Boca Juniors | 2 - 1 | 0 - 3  |
| Club de Fútbol Atlas      | 2 - 5    | SE Palmeiras'T'            | 0 - 2 | 2 - 3  |
| Club América              | 4 - 1    | Club Bolívar               | 2 - 0 | 2 - 1  |

### Demi-finales
Le tirage au sort est orienté afin que les deux clubs brésiliens se rencontrent, pour éviter une finale entre deux formations d'une même fédération.
| Équipe 1                   | Résultat      | Équipe 2        | Aller | Retour |
| -------------------------- | ------------- | --------------- | ----- | ------ |
| Club Atlético Boca Juniors | 5 - 4         | Club América    | 4 - 1 | 1 - 3  |
| SC Corinthians             | 6 - 6 4-5 tab | SE Palmeiras'T' | 4 - 3 | 2 - 3  |

### Finale
| 14 juin 2000 | Club Atlético Boca Juniors | 2 - 2 | Sociedade Esportiva Palmeiras | La Bombonera, Buenos Aires                      |                                                 |
|              | Arruabarrena 22e, 61e      |       | 43e Pena · 63e Euller         | Spectateurs : 50 600 Arbitrage : Gustavo Méndez | Spectateurs : 50 600 Arbitrage : Gustavo Méndez |

| 21 juin 2000                             | Sociedade Esportiva Palmeiras | 0 - 0                                     | Club Atlético Boca Juniors | Stade Morumbi, São Paulo                           |
|                                          |                               |                                           |                            | Spectateurs : 75 000 Arbitrage : Epifanio González |
| Alex · Asprilla · Roque Júnior · Rogério | Tirs au but 2-4               | Schelotto · Riquelme · Palermo · Bermúdez |                            |                                                    |

| Vainqueur de la Copa Libertadores 2000     |
| ------------------------------------------ |
| Club Atlético Boca Juniors Troisième titre |